# Vivild (Favrskov Kommune)
 For alternative betydninger, se Vivild. (Se også artikler, som begynder med Vivild)
Vivild er en bebyggelse i den vestlige del af Lyngå Sogn under Favrskov Kommune, omtrent én kilometer vest for Hadsten.
Der bor under 100 indbyggere i bebyggelsen. Vivild Bæk, der er et vigtigt tilløb til Lilleåen, har fået navn efter landsbyen. Nordøst for byen findes der to fredede gravhøje.
|  | Denne artikel om lokaliteten Vivild (Favrskov Kommune) kan blive bedre, hvis der indsættes et (bedre) billede. Du kan hjælpe ved at afsøge Wikimedia Commons for et passende billede eller lægge et op på Wikimedia Commons med en af de tilladte licenser og indsætte det i artiklen. |

56°18′55.93343″N 10°0′48.83766″Ø / 56.3155370639°N 10.0135660167°Ø